# François Marius Granet
François Marius Granet (Aix-en-Provence, 1775. december 17. – Aix-en-Provence, 1849. november 21.) francia festőművész.

## Életpályája
François Marius Granet egy építőmester fia volt. Alapfokú művészeti oktatásban szülővárosa, Aix-en-Provence városi rajziskolájában részesült. Ott kötött barátságot Auguste de Forbin (Louis Nicolas Philippe Auguste de Forbin) gróffal, akinek segítségével belépett Jacques-Louis David mesteriskolájába, de nem sokáig maradt ott. Egy ideig Forbin-nel Itáliát járta, majd Párizsba visszatérve a Louvre-ban dolgozott. 
Itáliában, ahová ismét elment, főleg a firenzei és a velencei festői iskolát tanulmányozta, tőlük a stílus tisztaságát és a kompozíció bizonyos szimmetriáját vette át. Ott készítette Intérieur de l'église souterraine de San Martino in Monte à Rome (A római San Martino in Monte altemplom enteriőrje, 1802) című képét is. Itáliában festett művei közé tartozik még figyelemre méltó munkája, a Stella en prison (Stella francia festő a börtönben, 1810; a moszkvai Puskin Múzeumban). Rómában nagy sikert aratott, elküldték Párizsba is, ahol ugyanolyan nagy hatást keltett. A Chœur de la chapelle des Capucins place de Barberini à Rome (A Kapucinusok-kápolna kórusa a római Barberini téren) című festményt Granet legszebb művei között tartják számon. Híres festménye a La Trinité-des-Monts et la Villa Médicis, à Rome is (1808; Párizs, Louvre).
1824-ben kinevezték a francia királyi múzeumok restaurátorává, majd az Institut de France tagjává választották, és Lajos Fülöp kinevezte a versailles-i kastély múzeuma restaurátorává. Miután ezt a pozícióját 1848-ban elvesztette, Aix-en-Provence-ban telepedett le, ahol megalapította a nevét viselő múzeumot. 
Granet tehetségének meghatározó jellemzője a teljes harmónia a képeinek főszereplői és a környezet között, amelybe helyezte őket. Elsősorban fényhatásokkal dolgozott, de egyes műveinek témaválasztásával, helyszíneivel és az alakok egyénítésével a történelmi festészet stílusához és szigorúságához került közel.